# Dezynsekcja
Dezynsekcja – tępienie szkodliwych owadów (zwłaszcza pasożytniczych jak: muchy, komary, pchły, wszy, pluskwy i karaluchy), ich jaj i larw, ze względów sanitarnych i gospodarczych. W szerszym znaczeniu niszczenie stawonogów w ogóle.
Dezynsekcję można wykonać przez zastosowanie środków fizycznych (para, ogień, gorące powietrze, promieniowanie ultrafioletowe, gaz, szron), mechanicznych (wyłapywanie, trzepanie, oczyszczanie), chemicznych (środki owadobójcze) i biologicznych (zwalczanie za pomocą innych organizmów żywych np. nicieni).
W zabiegu dezynsekcji najczęściej stosuje się przynajmniej dwie metody zwalczania owadów, co nazywa się „integrowaną metodą zwalczania szkodników” (IPM). W zgodzie z ekologią, metody chemiczne często są zastępowane lub uzupełniane przez metody mechaniczne, fizyczne lub biologiczne. Przykładem integrowanej metody zwalczania szkodników może być połączenie metody mechanicznej (odkurzanie, oczyszczanie podłóg, uszczelnianie obiektu np. szpary, otwory w ścianach) oraz metody fizycznej (okrycie obiektu folią i wykonanie dezynsekcji termicznej – „ugotowanie” owadów). Na koniec wraca się do metody mechanicznej, która tym razem polega np. na rozłożeniu specjalnych pułapek z atraktantem (czyli substancją wabiącą owady biegające).
Dezynsekcja nie odnosi się bezpośrednio do zwalczania organizmów szkodliwych w rolnictwie.